# Terras do Sem-Fim
Terras do Sem-Fim é um romance escrito por Jorge Amado, à distância do exílio (Argentina), publicado em 1943. 

O livro descreve conflitos em busca da conquista de pedaços de terra nas florestas da Bahia, para transformá-los em plantações de cacau. Amado escreveu que "Nenhum outro dos meus livros é tão querido para mim como Terras do Sem-Fim, nele também se encontram as minhas raízes... É a partir do sangue com o qual eu fui criado, que contém o tiroteio que ressoou durante a minha primeira infância", sugerindo que o romance pertence à uma distinta "literatura brasileira do cacau".
"Na dicção poética apoiada nos cordéis a que recorre para projetar um vasto mural de cunho épico da civilização cacaueira baiana, Jorge Amado alcança [...] uma das realizações mais bem-sucedidas a que atingiu a ficção regionalista brasileira."
Em 1948, a Atlântida Cinematográfica produziu o filme Terra Violenta, inspirado no romance de Jorge Amado. Já em 1981, o livro foi adaptado para a televisão pela Rede Globo, que produziu a telenovela Terras do Sem-Fim.

## Resumo
A história se passa no sul da Bahia, no começo do século XX. No livro são retratados os conflitos entre os irmãos Badaró e coronel Horácio da Silveira pela posse de terras, especialmente as do Sequeiro Grande, na região cacaueira do sul da Bahia. Por ser conhecida como a melhor terra do mundo para o plantio de cacau, Sequeiro Grande atrai os olhos dessas duas famílias, que não poupam esforços para conseguir sua posse e assim ampliar mais ainda suas riquezas, plantando cacau. 
A região de Ilhéus estava sob o domínio político do fazendeiro-coronel Sinhô Badaró, que visando apropriar-se das terras devolutas do Sequeiro Grande, manda o jagunço Damião assassinar o pequeno fazendeiro Firmo, proprietário de um sítio que ficava de permeio. O atentado fracassa e é deflagrada a luta pela posse daquelas terras, igualmente disputadas por outro rico latifundiário vizinho, o oposicionista coronel Horácio da Silveira, que também promove demandas judiciais por meio de seu advogado Virgílio Cabral, enquanto se sucedem os atos de violência de parte a parte, com tropelias, plantações destruídas, incêndios e muitas mortes. 
Com uma reviravolta política no estado, a situação local passa a ser comandada por Horácio, que alicia os pequenos fazendeiros circunvizinhos para as suas hostes. Sinhô Badaró, ferido nos combates, é substituído pela filha, Don'Ana Badaró. Paralelamente, desenvolve-se às ocultas o amor entre Virgílio Cabral e a esposa de Horácio. As cartas reveladoras do adultério caem nas mãos do viúvo, que não vacila em mandar matar Virgílio.

## Personagens
- Margot - aventureira aprisionada, humilhada mas ciosa da liberdade;
- Juca Badaró;
- Dr. Virgílio;

## Recepção
A obra foi traduzida pro chinês por Wu Lao. Jorge Amado chegou a viajar pela China e encontrar com esse tradutor. A China com governo comunista via com bons olhos o escritor Jorge Amado, filiado ao partido comunista. 